# 香港專業教育學院（沙田）

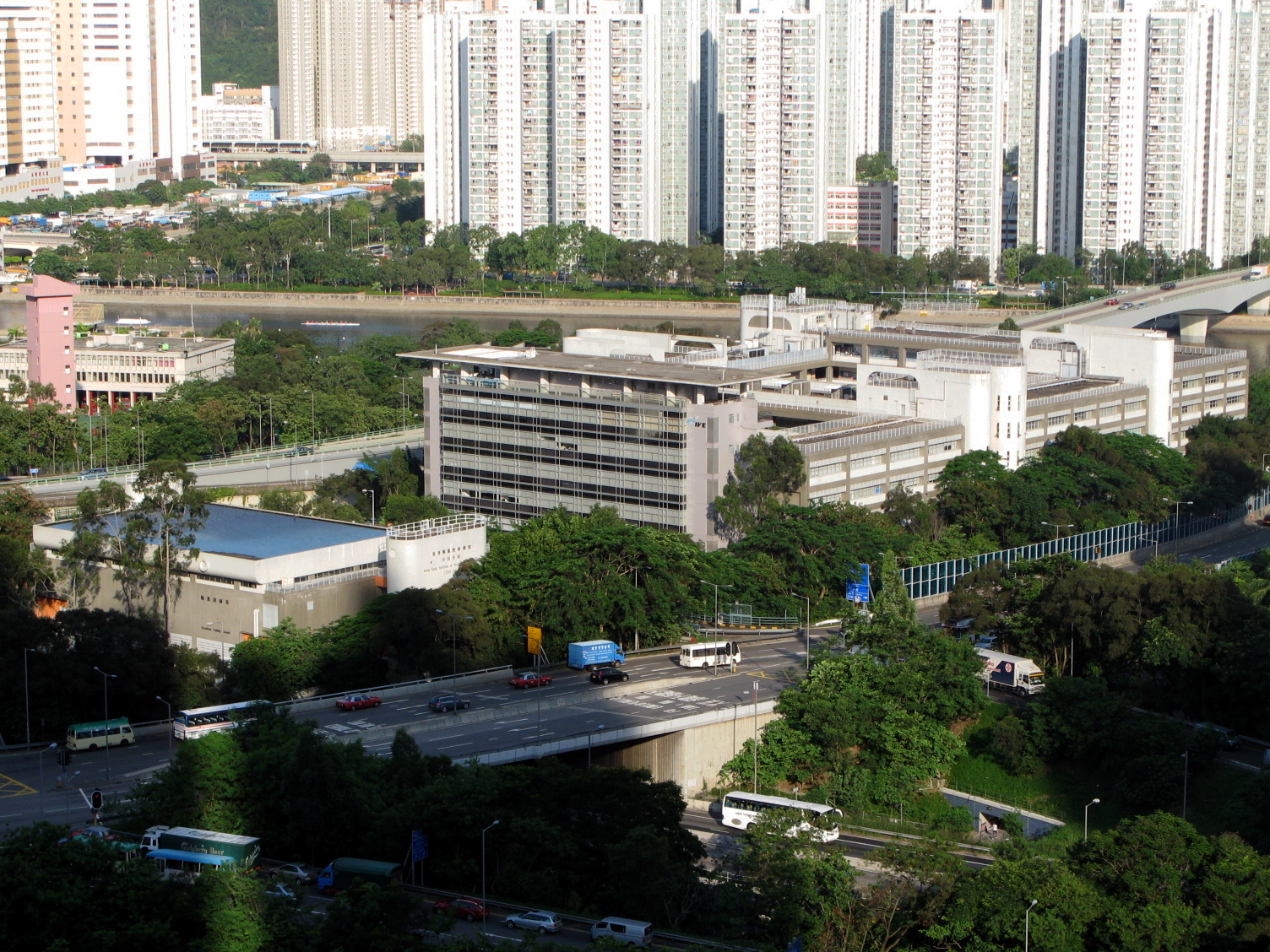
香港專業教育學院沙田分校全貌

香港專業教育學院（沙田）（英語：Hong Kong Institute of Vocational Education (Sha Tin)，簡稱：IVE(ST)）是香港專業教育學院的分校之一，位於香港新界沙田區火炭源禾路21號，前身為沙田工業學院，成立於1986年。是職業訓練局在1982年成立後所建立的三所工業學院其中之一（另外兩間位於屯門（1986年）及柴灣（1988年））。

## 位置
- 沙田源禾路21號，鄰近賽馬會體藝中學及禾輋邨。

## 已遷出學系
- 設計系 (DE)[5]

## 設施
圖書館、禮堂、籃球場、健身室、網球場及壁球場等。另設有學習資源中心大樓，在2015年冠名爲「國際扶輪三四五零地區學習資源中心」。大樓設計和所在環境融為一體，在2009年獲得建築師學會會長獎狀。

## 歷任院長
- 吳茲謙工程師 (1999年9月－2000年12月)
- 梁協雄先生（署理） (2001年1月－2001年2月)
- 陳雲青博士工程師（署理） (2001年2月－2004年4月)
- 李愛蓮女士（署理） (2004年5月－2005年8月)
- 李愛蓮女士 (2005年9月－2006年8月)
- 曾昭學先生 (2006年9月－2007年12月)
- 馮建強博士（署理） (2008年1月－2009年1月)
- 馮建強博士 (2009年1月－2011年3月)
- 區鑑雄先生（署理） (2011年3月－2012年3月)
- 鄧勝森工程師 (2012年4月－2014年8月)
- 郭啟興先生 (2014年9月－2017年9月)
- 黃倩瑛博士 (2017年9月－2023年8月)
- 何潔宜女士 (2023年9月－)

## 著名校友
- 江欣慈：藝名: 江希文，演員及歌手，設計系
- 盧巧音：歌手，時裝及紡織系
- 徐菁遙：演員，設計系
- 劉欣宜：香港模特兒
- 敖嘉年：演員，設計系
- 曾芷婷：藝名: 秦楚瀅（娜美），演員、KOL及電台DJ
- 馮浩霖：香港配音員，前城巴車長兼路線策劃主任，工程系

## 注腳/參考資料
1. ↑  分校簡介
2. 1 2  .   [2020-04-28]. （原始内容存档于2018-10-13）. （页面存档备份，存于）
3. ↑  舊稱應用科學系（AS），2020年11月更名
4. ↑  2010/2011年起從李惠利分校遷入
5. ↑  在2010/2011學年遷往香港知專設計學院
6. ↑  .   [2021-04-07]. （原始内容存档于2015-08-11）. （页面存档备份，存于）

## 外部連結
- 沙田分校網頁 （页面存档备份，存于）